# Полиция Венгрии
Полиция Венгрии (венг. Magyar Rendőrség, также просто венг. Rendőrség — «полиция») — национальная полицейская служба Венгрии; основной орган поддержания правопорядка, находящийся в ведении Министерства внутренних дел Венгрии. В текущем виде образована в 1990 году, до неё в 1955—1990 годах основным органом правопорядка служила Полиция Венгерской Народной Республики (венг. Magyar Népköztársaság Rendőrsége).

## История

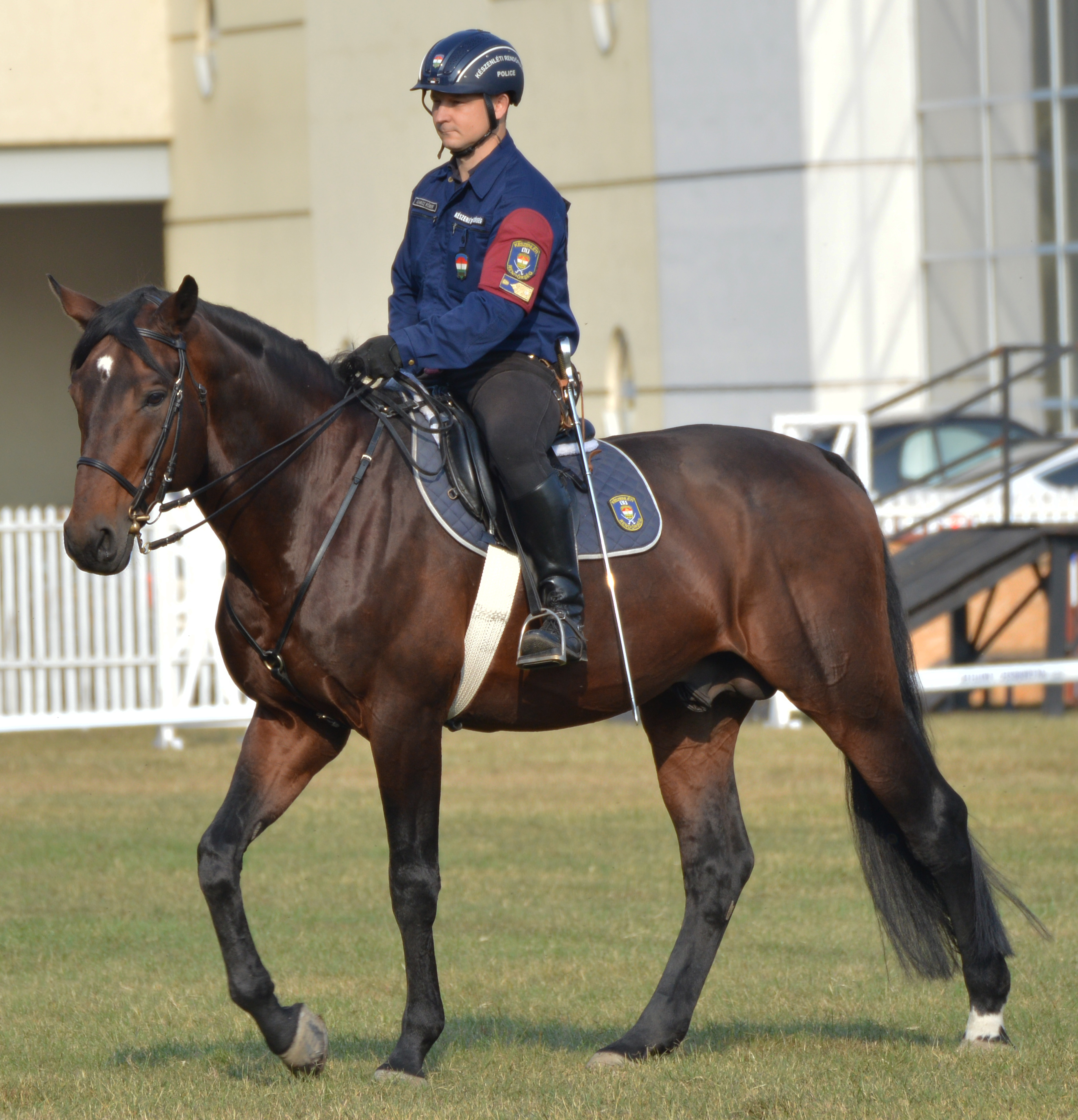
Венгерский конный полицейский

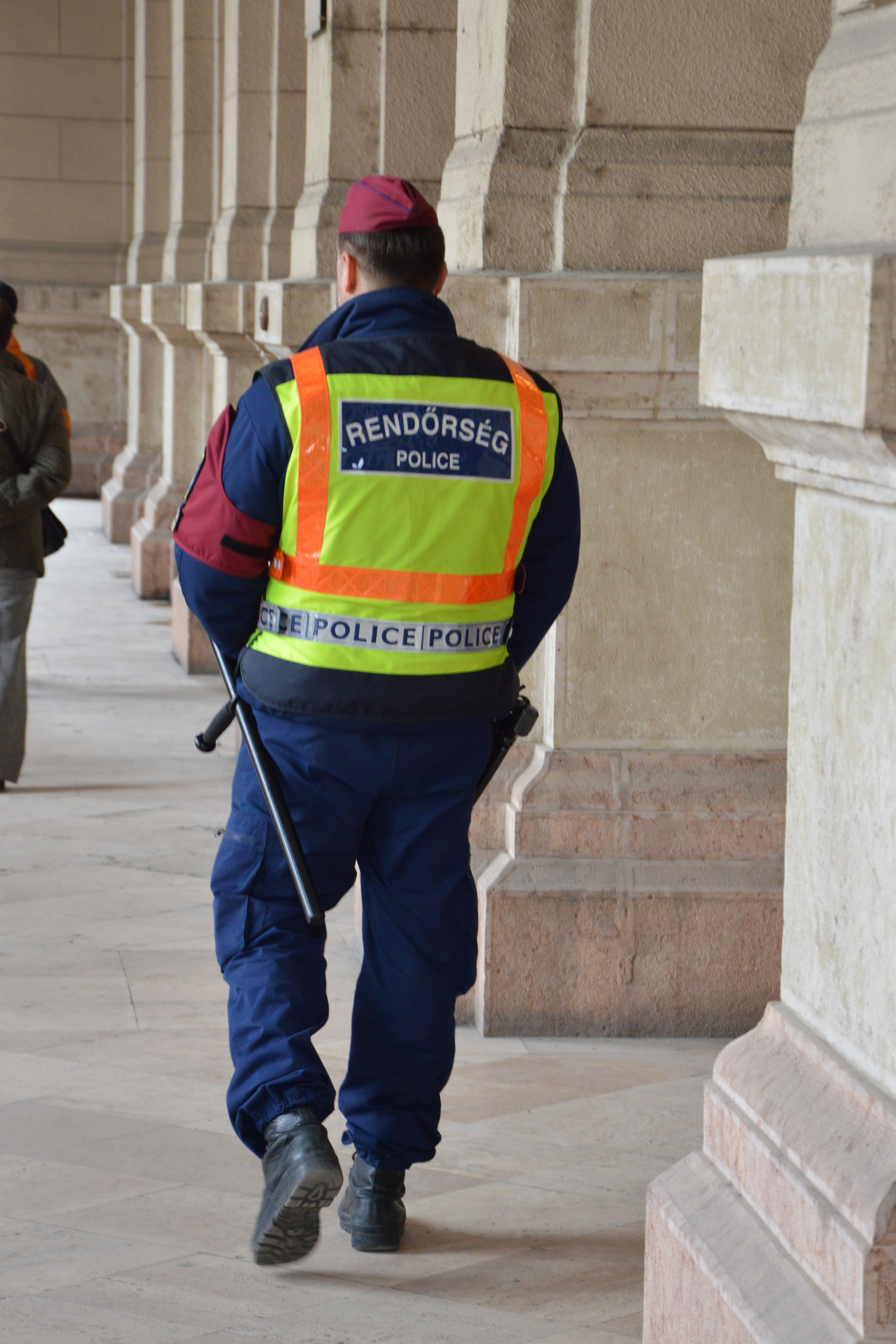
Сотрудник отряда KR

Корни современной венгерской полиции уходят в австро-венгерскую эпоху. Попытка создать национальную полицию была предпринята ещё во время Венгерской революции 1848—1849 годов, когда в в Пеште было образовано Национальное полицейское управление, на которое должны были возлагаться обязанности по созданию полицейских частей по всей стране. Планы были свёрнуты после подавления восстания; с момента восстания и до 1867 года общественную безопасность за пределами крупных городов обеспечивала жандармерия, а в Будапеште и других крупных городах существовали полицейские части, надзор над которыми осуществляли местные власти.
После заключения 15 марта 1867 года австро-венгерского соглашения надзором за пределами крупных городов занимались уже не жандармы, а полицейские организации, находившиеся в ведении местных властей. В 1881 году была образована Венгерская королевская полиция, подчинявшаяся министру внутренних дел и военному министру. К 1910 году в Венгрии насчитывалось уже более 10 тысяч полицейских. С 1885 года в Будапеште действовал сыскной отдел полиции, а благодаря научно-техническому прогрессу стала повышаться эффективность сыскной работы.
С 1873 года полиция Будапешта перешла в ведение Министерства внутренних дел, став называться Будапештской государственной полицией. К 1920 году городская полиция перешла под полный контроль министерства внутренних дел, а в 1930-е годы после серии реформ полиция обрела свой окончательный образ. Согласно Трианонскому договору, численность сотрудников полиции составляла 12 тысяч человек, жандармерии — 8 тысяч. В 1921 году была учреждена должность начальника национальной полиции.
Жандармерия была расформирована в 1945 году, после окончания Второй мировой войны как военизированная организация правых политических убеждений. Восстановление корпуса осуществлялось под строгим надзором коммунистов: к концу того же 1945 года численность полицейских достигла 50 тысяч человек, однако при этом в структуре милиции Будапешта появился политический департамент (PRO), который через год был преобразован в Департамент государственной безопасности, а с 1948 года был известен как Управление государственной безопасности — политическая полиция Венгрии. После Венгерского восстания 1956 года Управление было расформировано, а его миссию на себя взяло в дальнейшем 2-е управление Министерства внутренних дел Венгерской Народной Республики. Функции собственно полиции исполняла Полиция Венгерской Народной Республики.
В 1990 году полиция Венгрии была восстановлена в прежнем виде. До 2006 года она находилась в ведении Министерства внутренних дел, в 2006—2010 годах — Министерства юстиции и полиции (31 декабря 2007 года в состав полиции влились Пограничные войска), с 2010 года — снова в ведении Министерства внутренних дел. Штаб-квартира полиции Венгрии находится в Будапеште, управления полиции есть в каждом венгерском вармедье.

## Структура

Эмблема Пограничных войск Венгрии

В полиции Венгрии присутствуют такие структуры, как Национальное бюро расследований (по структуре схоже с ФБР), Антитеррористический центр (подразделение спецназа TEK) и подразделение KR (отряд быстрого реагирования, занимающийся пресечением беспорядков). Их образованию способствовало то, что в 2010 году правительство Венгрии поддержало расширение полномочий МВД, обеспечив тем самым создание ряд структур. 1 июля 2010 года было принято решение об образовании Антитеррористического центра: его сотрудники (куда входили бойцы спецподразделения TEK) отвечали за предотвращение террористических нападений и охрану государственных лиц, а также играли роль разведывательной службы. Центр был образован в 2011 году наряду с Управлением по защите Конституции, Центром национальной безопасности (NBSZ) и Центром национальной обороны (NVSZ).
С 1947 по 2009 годы в структуре силовых служб Венгрии присутствовали пограничные войска. 1 января 2008 года парламент Венгрии постановил упразднить Пограничные войска и передать всё их имущество Национальной полиции Венгрии. В самой полиции был образован Департамент пограничной полиции, который отвечает за борьбу против нелегальной миграции. До 1 июля 2012 года охрану высших государственных и правительственных лиц осуществлял Республиканский полк, позже этим стали заниматься полицейские силы быстрого реагирования (венг. Készenléti Rendőrség).

## Сотрудники
| Организация                     | Оригинальное название          | Сотрудников |
| ------------------------------- | ------------------------------ | ----------- |
| Полиция                         | Rendőrség                      | 44 923      |
| Антитеррористический центр      | Terrorelhárítási Központ       | 400–600     |
| Центр национальной обороны      | Nemzeti Védelmi Szolgálat      | 415         |
| Центр национальной безопасности | Nemzetbiztonsági Szakszolgálat | ок. 2000    |
| Управление защиты Конституции   | Alkotmányvédelmi Hivatal       | 1200        |

## Звания и приблизительные эквиваленты

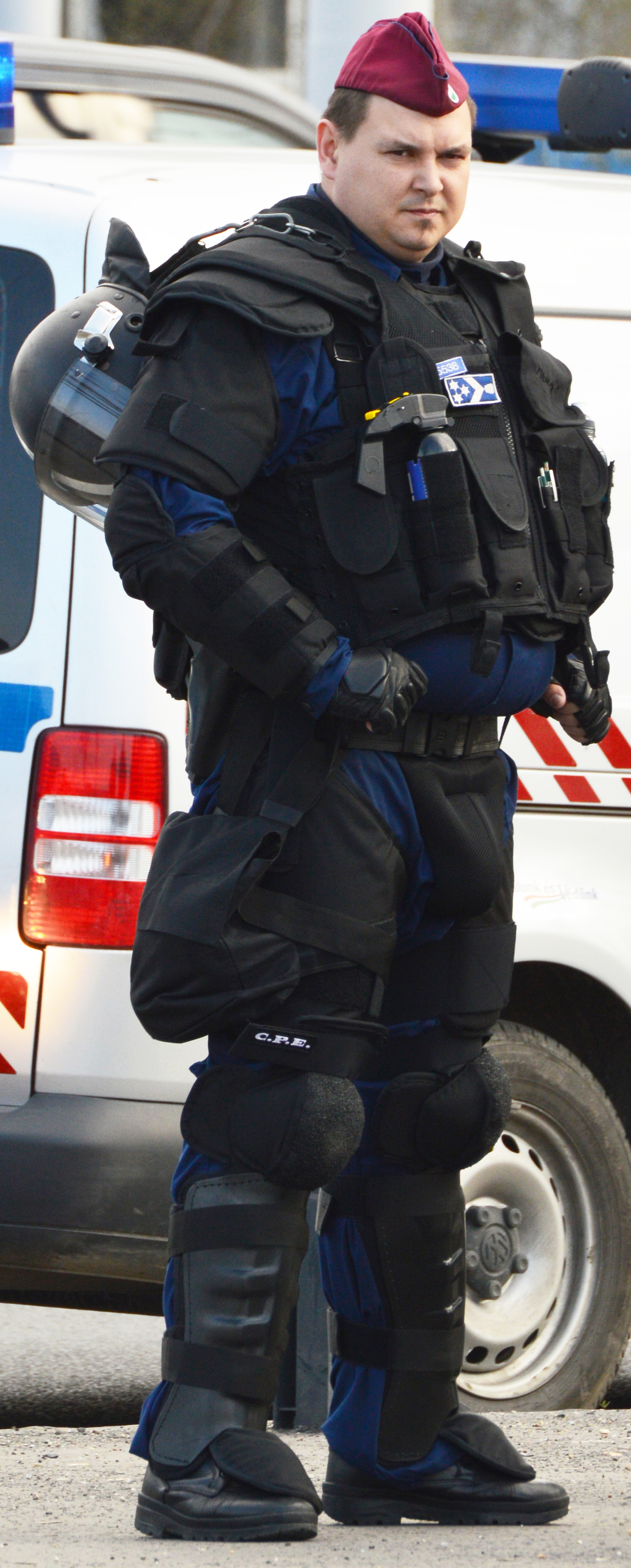
Сотрудник отряда KR

Офицеры
| Rendőrség                     |                               |                               |                               |                              |                              |                   |                   |                        |                        |              |              |                  |                  |                             |                             |                             |                   |                   |                   |                                   |                                   |                                   |                                   |                                   |                                   |                                   |                                   |                                   |                                   |                                   |                                   |
| Altábornagy Генерал-полковник | Altábornagy Генерал-полковник | Vezérőrnagy Генерал-лейтенант | Vezérőrnagy Генерал-лейтенант | Dandártábornok Генерал-майор | Dandártábornok Генерал-майор | Ezredes Полковник | Ezredes Полковник | Alezredes Подполковник | Alezredes Подполковник | Őrnagy Майор | Őrnagy Майор | Százados Капитан | Százados Капитан | Főhadnagy Старший лейтенант | Főhadnagy Старший лейтенант | Főhadnagy Старший лейтенант | Hadnagy Лейтенант | Hadnagy Лейтенант | Hadnagy Лейтенант | Honvédtisztjelölt нет эквивалента | Honvédtisztjelölt нет эквивалента | Honvédtisztjelölt нет эквивалента | Honvédtisztjelölt нет эквивалента | Honvédtisztjelölt нет эквивалента | Honvédtisztjelölt нет эквивалента | Honvédtisztjelölt нет эквивалента | Honvédtisztjelölt нет эквивалента | Honvédtisztjelölt нет эквивалента | Honvédtisztjelölt нет эквивалента | Honvédtisztjelölt нет эквивалента | Honvédtisztjelölt нет эквивалента |

Прочие
| Rendőrség                      |                                |                                |                                |                                |                                |                                |                   |                          |                          |                               |                               |                               |                               |                               |                               |                  |                  |                  |                  |                  |                  |
| Főtörzszászlós нет эквивалента | Főtörzszászlós нет эквивалента | Főtörzszászlós нет эквивалента | Főtörzszászlós нет эквивалента | Főtörzszászlós нет эквивалента | Főtörzszászlós нет эквивалента | Törzszászlós Старший прапорщик | Zászlós Прапорщик | Főtörzsőrmester Старшина | Főtörzsőrmester Старшина | Törzsőrmester Старший сержант | Törzsőrmester Старший сержант | Törzsőrmester Старший сержант | Törzsőrmester Старший сержант | Törzsőrmester Старший сержант | Törzsőrmester Старший сержант | Őrmester Сержант | Őrmester Сержант | Őrmester Сержант | Őrmester Сержант | Őrmester Сержант | Őrmester Сержант |

## Снаряжение

### Оружие
- Пистолет ТТ-30
- Пистолет Макарова
- Пистолет CZ P-09[венг.]
- Пистолет CZ P-07[венг.]
- Пистолет CZ 75 SP-01 Tactical
- Пистолет FEG P9R
- Пистолет Heckler & Koch USP
- Пистолет Jericho 941F
- Пистолет-пулемёт Heckler & Koch MP5
- Пистолет-пулемёт Uzi
- Автомат AMD-65
- Пулемёт ПКМ
- Снайперская винтовка Драгунова
- Крупнокалиберная снайперская винтовка Gepárd
- Снайперская винтовка Unique Alpine TPG-1
- Слезоточивый газ (хлорбензальмалондинитрил)
- Газовые баллончики MK-9 и MK-4
- 40-мм гранатомёт нелетального действия

### Транспорт
- Dacia Duster
- Audi A3
- Audi A6 Avant
- Audi A4
- Audi TT
- BMW R1200RT[англ.]

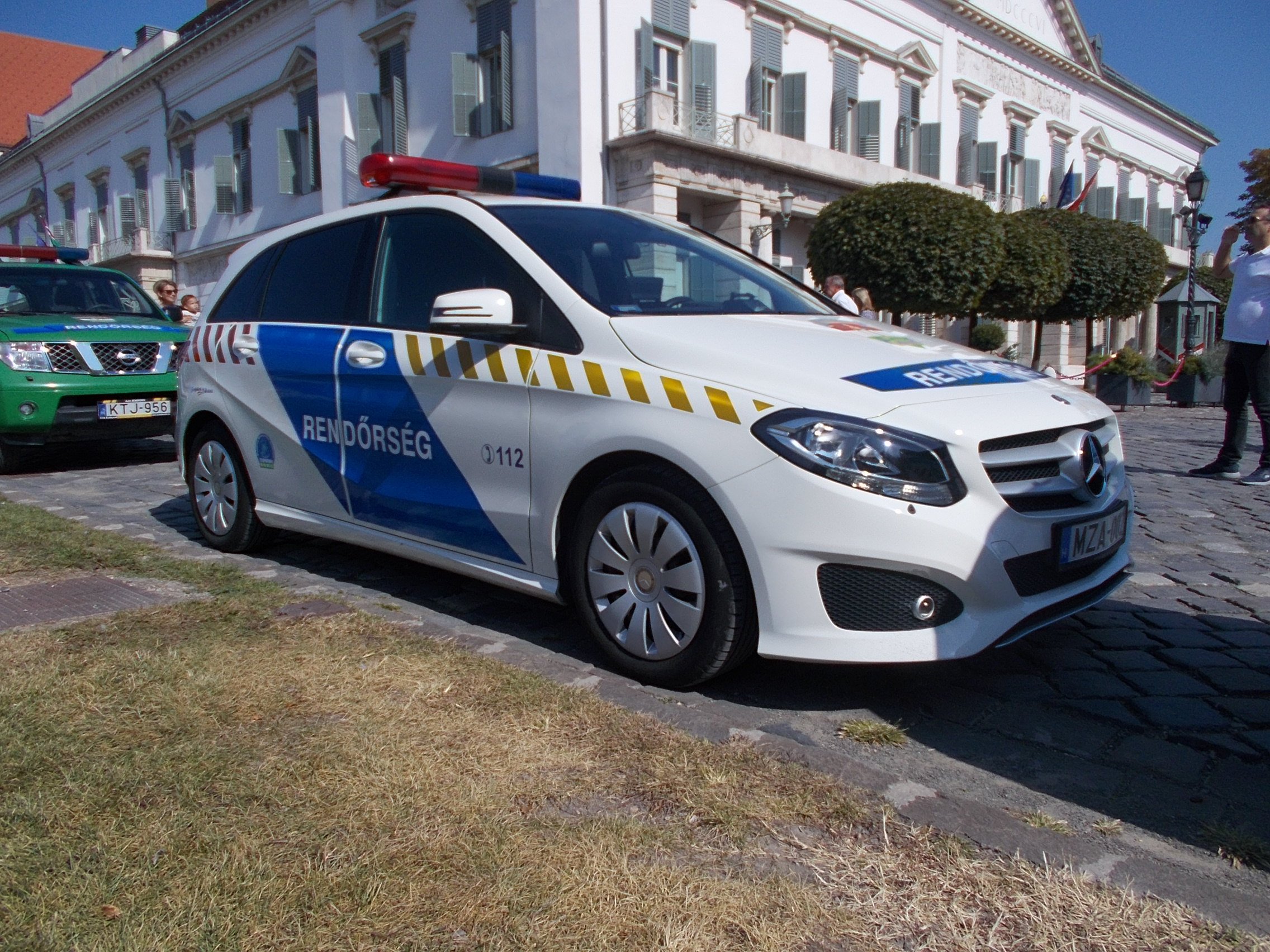
Mercedes-Benz B-Class
- Mercedes-Benz E-Class
- Mercedes-Benz Sprinter
- Mercedes-Benz Vito
- Nissan Pathfinder
- Nissan Patrol
- Opel Astra
- Opel Vivaro
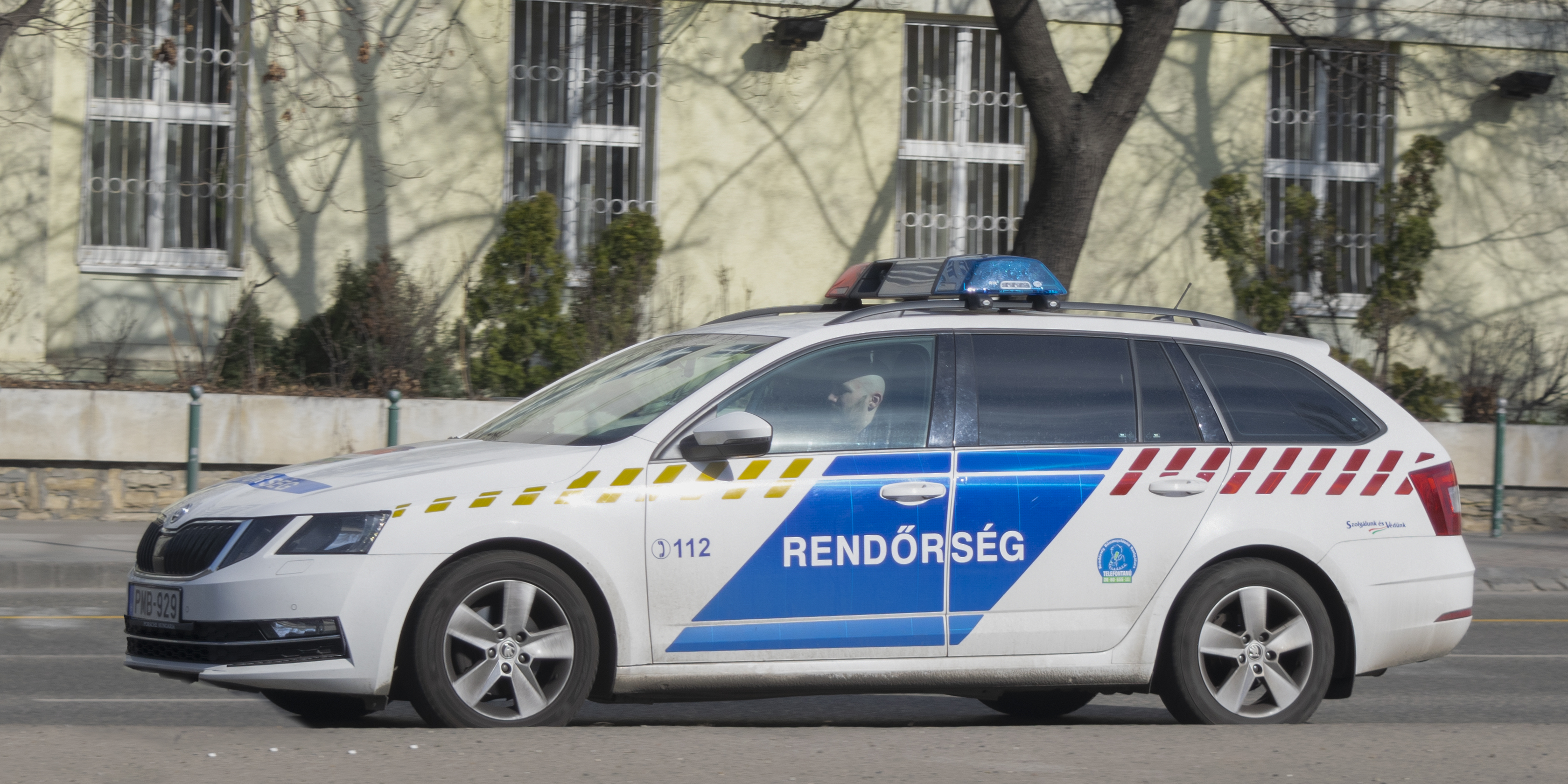
Škoda Octavia
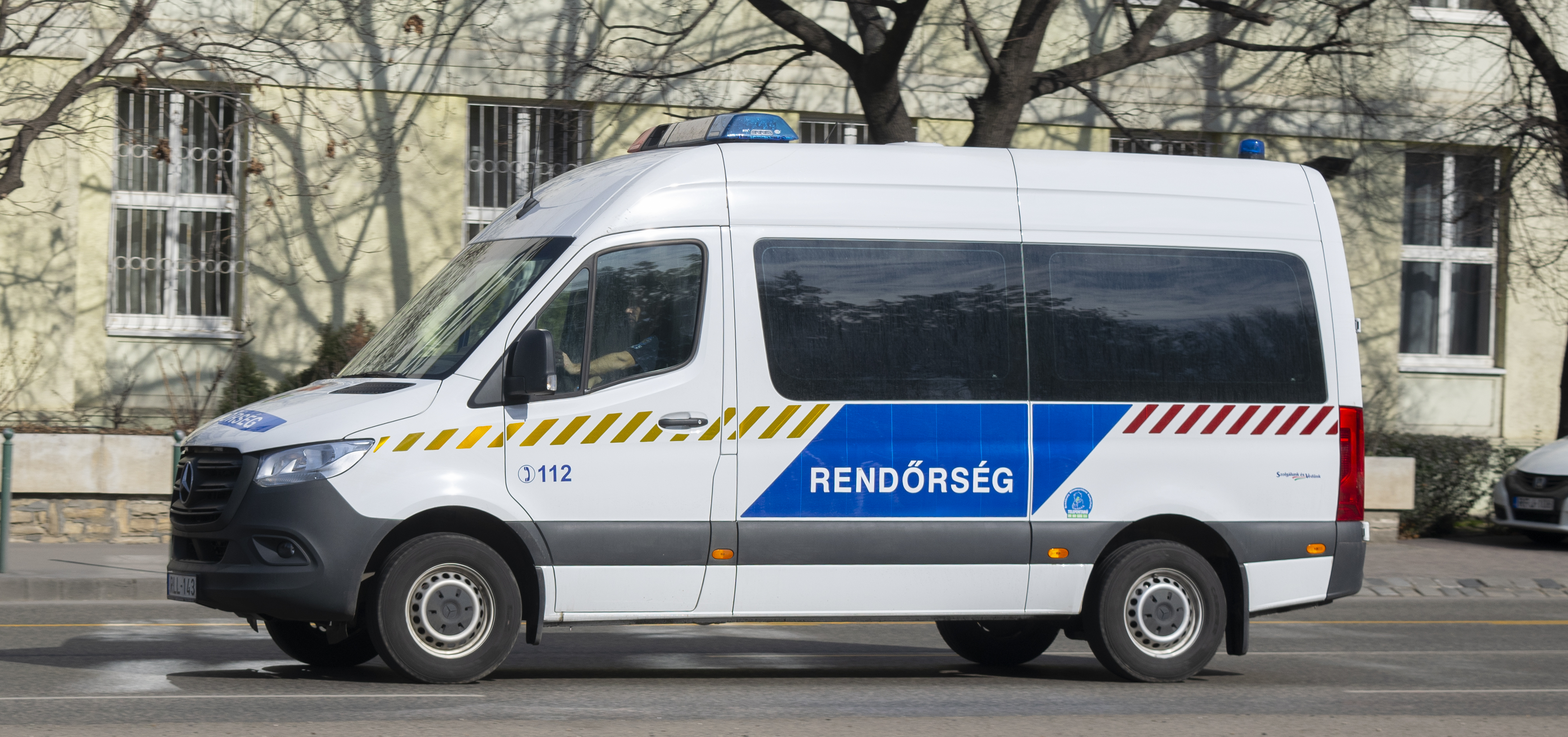
Mercedes Sprinter III

- Skoda Octavia RS
- Škoda Superb
- Škoda Yeti
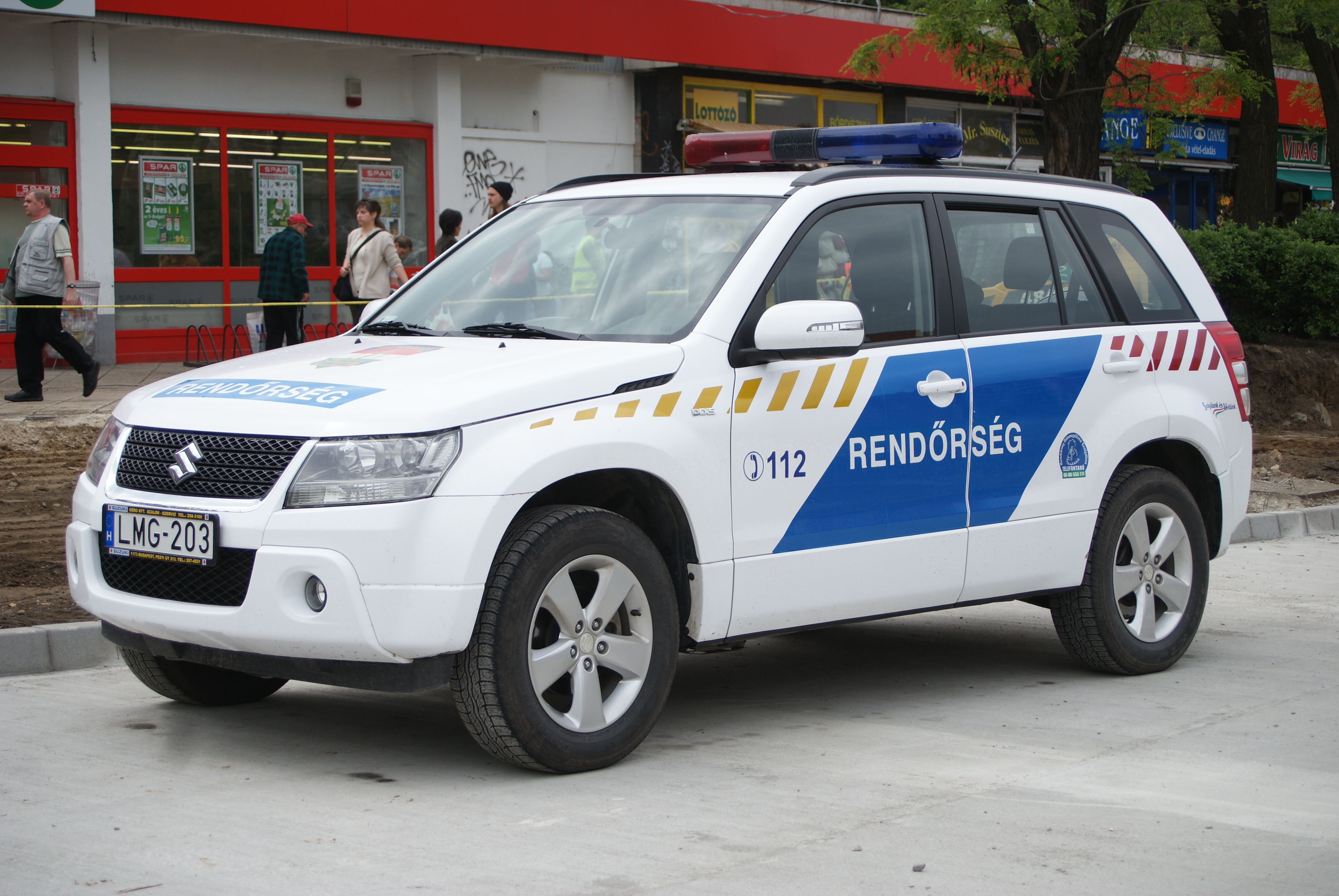
Suzuki Vitara
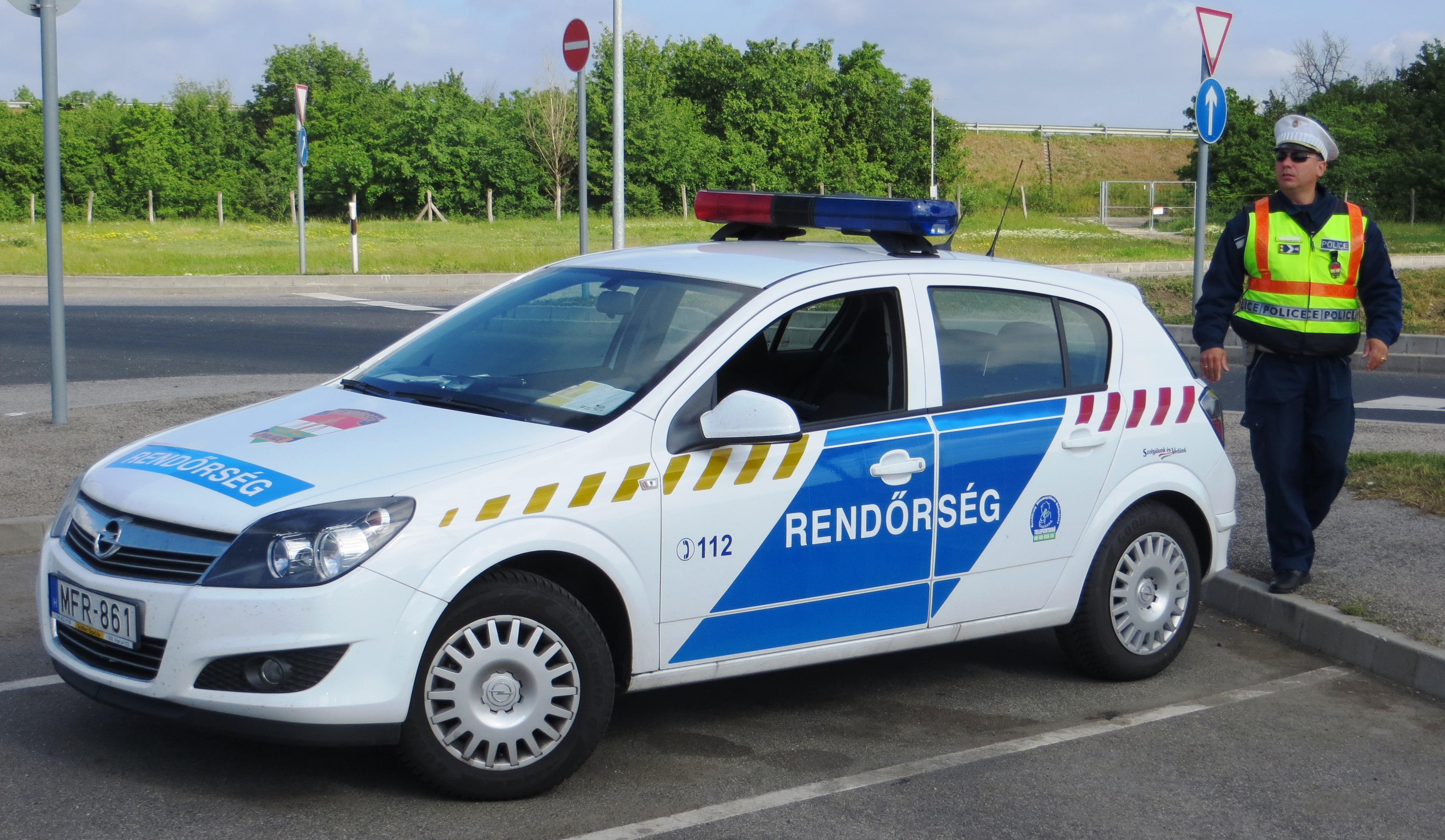
Opel Astra H

- Volkswagen Amarok
- Volkswagen Transporter
- Volkswagen Caddy
- Yamaha FJR1300[англ.]
- Ми-2
- MD Helicopters MD 500
- MD Helicopters MD 902

- Mercedes-Benz B-Class
- Škoda Octavia III
- Mercedes Sprinter III
- Suzuki Grand Vitara
- Opel Astra H

### Ранее использовались
- ВАЗ-2101
- ВАЗ-2105
- ВАЗ-2107